# I'm Your Baby Tonight (bài hát)
"I'm Your Baby Tonight" là một bài hát của nghệ sĩ thu âm người Mỹ Whitney Houston nằm trong album phòng thu thứ ba cùng tên của cô (1990). Nó được phát hành như là đĩa đơn đầu tiên trích từ album vào ngày 28 tháng 9 năm 1990 bởi Arista Records. Hai phiên bản khác nhau của bài hát đã được phát hành: Bản gốc được phát hành ở Hoa Kỳ là sự kết hợp giữa R&B và new jack swing được viết lời và sản xuất bởi Kenneth Edmonds và Antonio Reid, trong khi bản Yvonne Turner Mix (được biết đến như là "Bản châu Âu" hay "Bản quốc tế") được phát hành ở những quốc gia khác.
Sau khi phát hành, "I'm Your Baby Tonight" nhận được những phản ứng trái chiều từ các nhà phê bình âm nhạc, trong đó họ gọi nó là một bản nhạc đột phá từ album, nhưng cũng bị cho là "cố gắng một cách khó khăn để theo bước chân từ "The Way You Make Me Feel" của Michael Jackson". Bài hát nhận được một đề cử giải Grammy cho Trình diễn giọng pop nữ xuất sắc nhất tại lễ trao giải thường niên lần thứ 33. "I'm Your Baby Tonight" cũng gặt hái những thành công vượt trội về mặt thương mại, đứng đầu các bảng xếp hạng ở Hy Lạp, Ý, Bồ Đào Nha và Hoa Kỳ, nơi bài hát trở thành đĩa đơn quán quân thứ tám của Houston trên bảng xếp hạng Billboard Hot 100, và lọt vào top 10 ở hầu hết những thị trường nó xuất hiện, bao gồm vươn đến top 5 ở Áo, Bỉ, Canada, Pháp, Đức, Hà Lan, Na Uy, Thụy Điển, Thụy Sĩ và Vương quốc Anh.
Video ca nhạc cho "I'm Your Baby Tonight" được đạo diễn bởi Julien Temple, trong đó Houston hóa thân thành nhiều hình tượng khác nhau đại diện cho từng thời kỳ tiêu biểu của Hollywood, bao gồm Marlene Dietrich, The Supremes và Audrey Hepburn. Để quảng bá bài hát, nữ ca sĩ đã trình diễn nó trên nhiều chương trình truyền hình và lễ trao giải lớn, như The Arsenio Hall Show, Saturday Night Live và buổi hòa nhạc Welcome Home Heroes with Whitney Houston cũng như trong hai chuyến lưu diễn trong sự nghiệp của cô. Ngoài ra, "I'm Your Baby Tonight" cũng xuất hiện trong nhiều album tổng hợp của Houston, bao gồm Whitney: The Greatest Hits (2000), The Ultimate Collection (2007) và I Will Always Love You: The Best of Whitney Houston (2012), và được hát lại bởi một số nghệ sĩ.

## Danh sách bài hát
- Đĩa CD / Đĩa đơn maxi[1]

1. "I'm Your Baby Tonight" — 4:16
2. "I'm Knockin'" — 4:04
3. "I'm Your Baby Tonight" (bản phối lại mở rộng) — 6:20
4. "Feels So Good" — 4:07

- Đĩa 12"[2]
  - A "I'm Your Baby Tonight" (bản phối lại mở rộng) — 6:20
  - B1 "I'm Knockin'" — 4:59
  - B2 "Feels So Good" — 4:55
- I'm Your Baby Tonight (The Remixes)[3]
  - A1 "I'm Your Baby Tonight" (Club phối) — 6:20
  - A2 "I'm Your Baby Tonight" (Dub phối) — 5:25
  - B1 "I'm Your Baby Tonight" (bản đĩa đơn) — 4:16
  - B2 "I'm Your Baby Tonight" (Whit-A-Pella) — 4:35

## Xếp hạng
| Bảng xếp hạng (1990-91)                  | Vị trí cao nhất |
| ---------------------------------------- | --------------- |
| Úc (ARIA)                                | 7               |
| Áo (Ö3 Austria Top 40)                   | 3               |
| Bỉ (Ultratop 50 Flanders)                | 2               |
| Canada (RPM)                             | 2               |
| Canada Adult Contemporary (RPM)          | 4               |
| Châu Âu (European Hot 100 Singles)       | 2               |
| Phần Lan (Suomen virallinen lista)       | 2               |
| Pháp (SNEP)                              | 4               |
| Đức (Official German Charts)             | 5               |
| Hy Lạp (IFPI)                            | 1               |
| Ireland (IRMA)                           | 6               |
| Ý (FIMI)                                 | 1               |
| Hà Lan (Dutch Top 40)                    | 2               |
| Hà Lan (Single Top 100)                  | 2               |
| New Zealand (Recorded Music NZ)          | 16              |
| Na Uy (VG-lista)                         | 3               |
| Bồ Đào Nha (AFP)                         | 1               |
| Tây Ban Nha (PROMUSICAE)                 | 7               |
| Thụy Điển (Sverigetopplistan)            | 4               |
| Thụy Sĩ (Schweizer Hitparade)            | 4               |
| Anh Quốc (OCC)                           | 5               |
| Hoa Kỳ Billboard Hot 100                 | 1               |
| Hoa Kỳ Adult Contemporary (Billboard)    | 7               |
| Hoa Kỳ Dance Club Songs (Billboard)      | 17              |
| Hoa Kỳ Hot R&B/Hip-Hop Songs (Billboard) | 1               |

| Bảng xếp hạng (1990)                 | Vị trí |
| ------------------------------------ | ------ |
| Australia (ARIA)                     | 77     |
| Belgium (Ultratop 50 Flanders)       | 54     |
| Canada (RPM)                         | 46     |
| Canada Adult Contemporary (RPM)      | 49     |
| Finland (Suomen virallinen lista)    | 12     |
| Italy (Hit Parade)                   | 9      |
| Japan (Tokyo Hot 100)                | 15     |
| Netherlands (Dutch Top 40)           | 35     |
| Netherlands (Single Top 100)         | 35     |
| Norway Autumn Period (VG-lista)      | 5      |
| UK Singles (Official Charts Company) | 75     |
| Bảng xếp hạng (1991)                 | Vị trí |
| Europe (European Hot 100 Singles)    | 27     |
| Germany (Official German Charts)     | 72     |
| Netherlands (Dutch Top 40)           | 343    |
| US Billboard Hot 100                 | 42     |
| US Adult Contemporary (Billboard)    | 50     |
| US Hot R&B/Hip-Hop Songs (Billboard) | 79     |

## Chứng nhận
| Quốc gia                                                                           | Chứng nhận | Số đơn vị/doanh số chứng nhận |
| ---------------------------------------------------------------------------------- | ---------- | ----------------------------- |
| Thụy Điển (GLF)                                                                    | Vàng       | 25.000^                       |
| Hoa Kỳ (RIAA)                                                                      | Vàng       | 500,000^                      |
| * Chứng nhận dựa theo doanh số tiêu thụ. ^ Chứng nhận dựa theo doanh số nhập hàng. |            |                               |